# Vesele (Simferòpol)
|  | Per a altres significats, vegeu «Vesele». |

Vesele (en ucraïnès: Веселе) és un poble de la República Autònoma de Crimea, a Ucraïna, que el 2014 tenia 137 habitants. Pertany al districte de Simferòpol.